# Велоприцеп

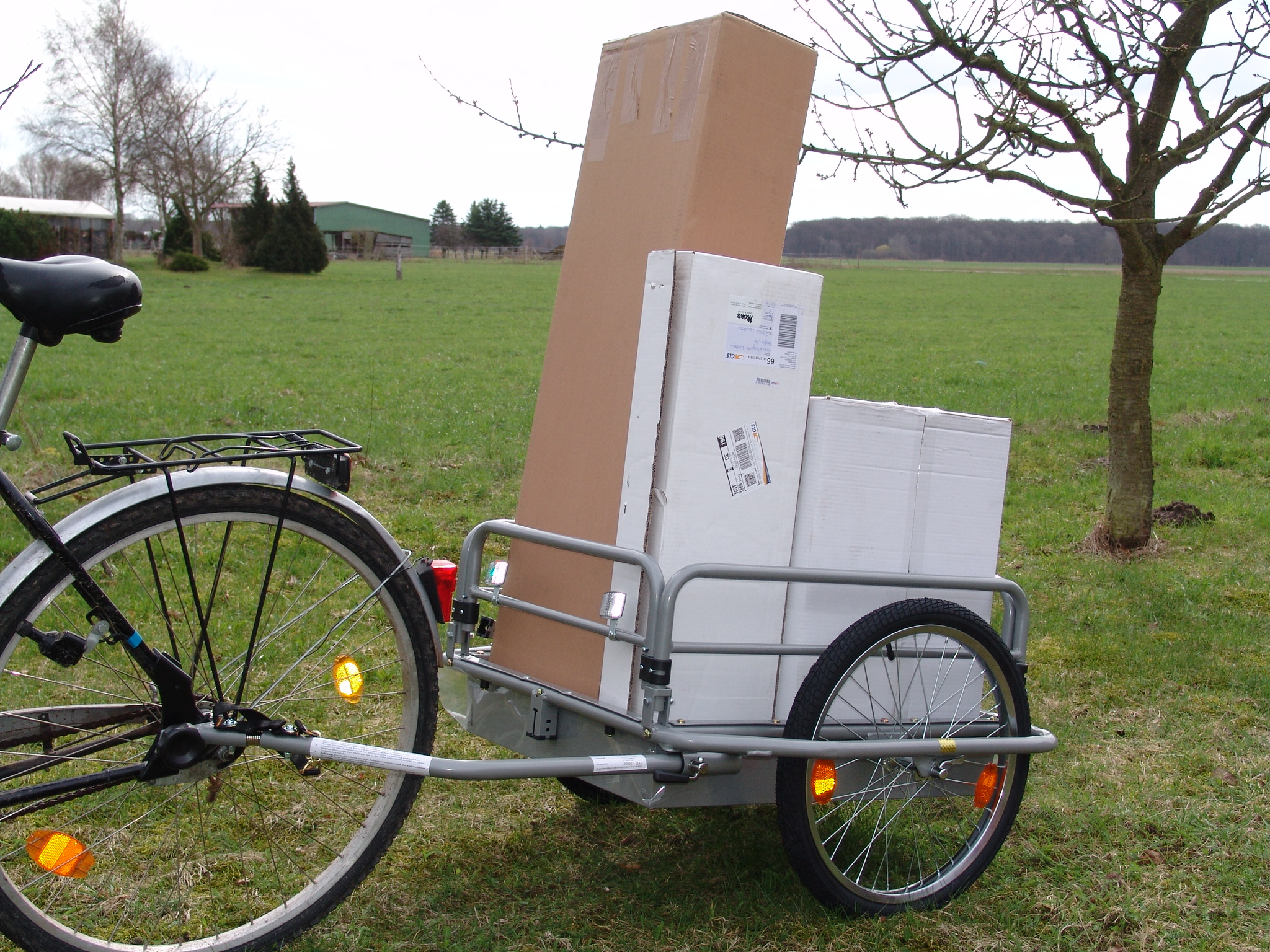
Велоприцеп Дрозд

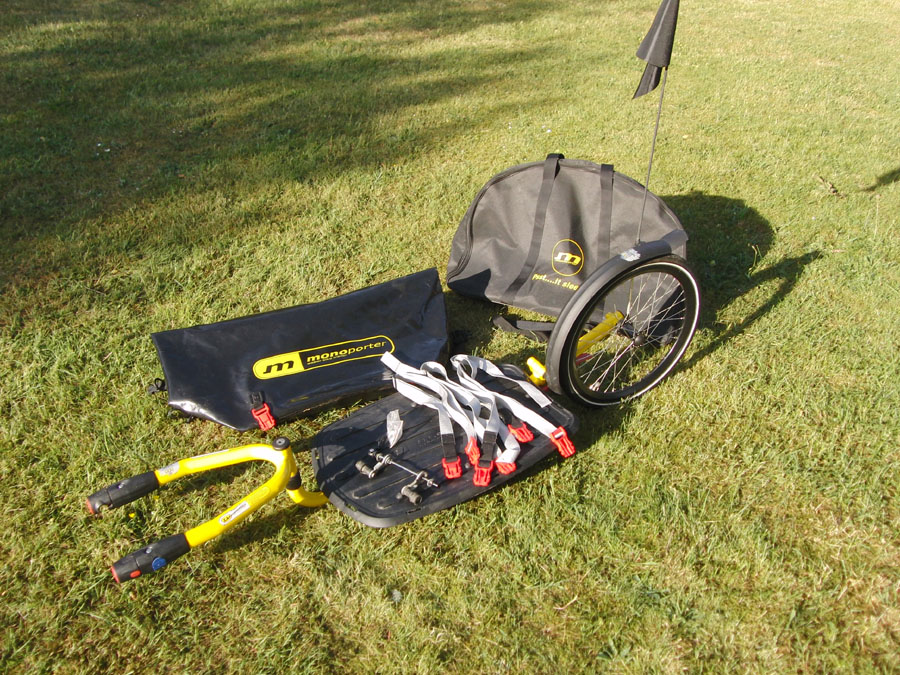
Велоприцеп Monoporter

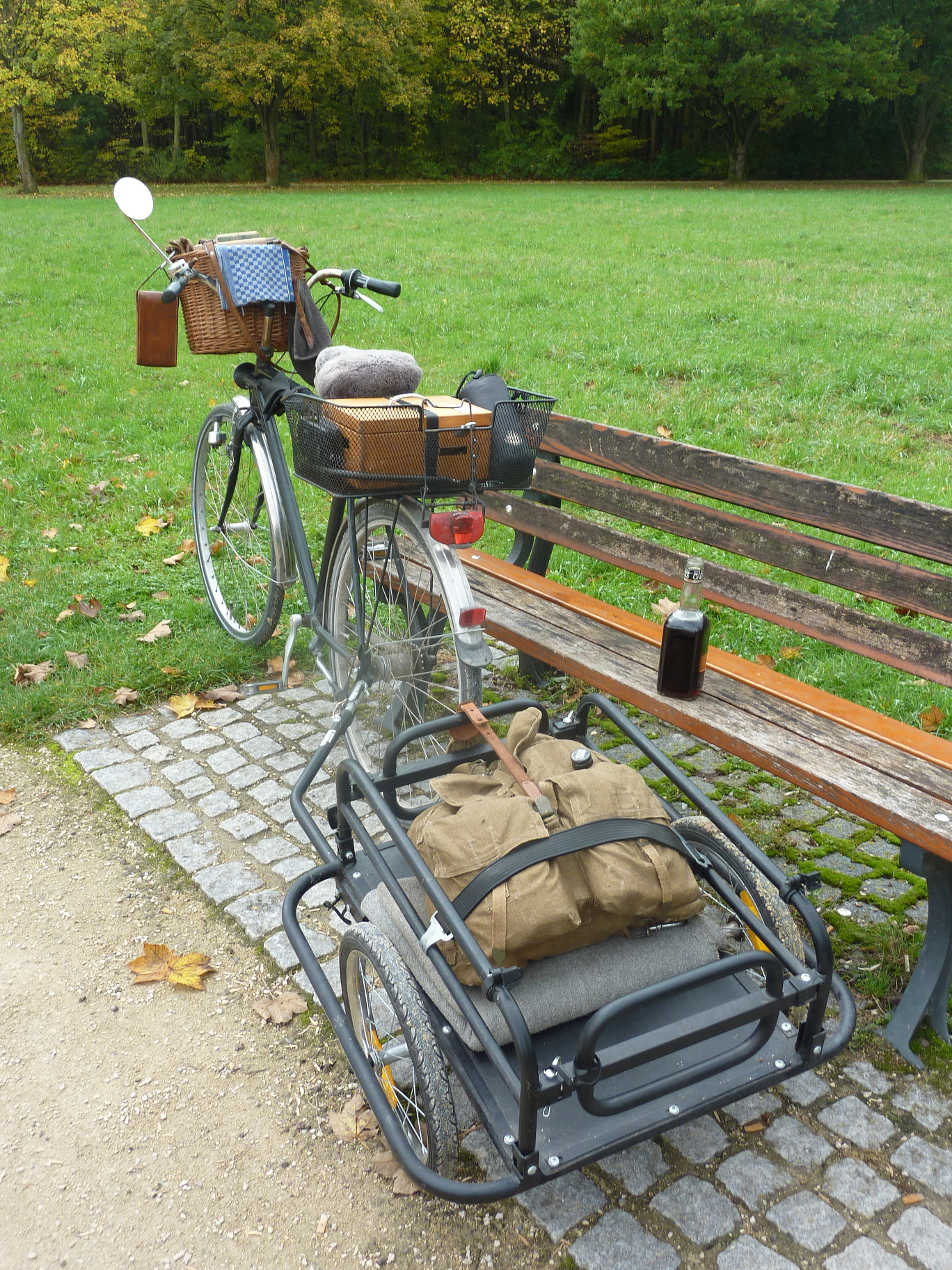
немецкий велоприцеп

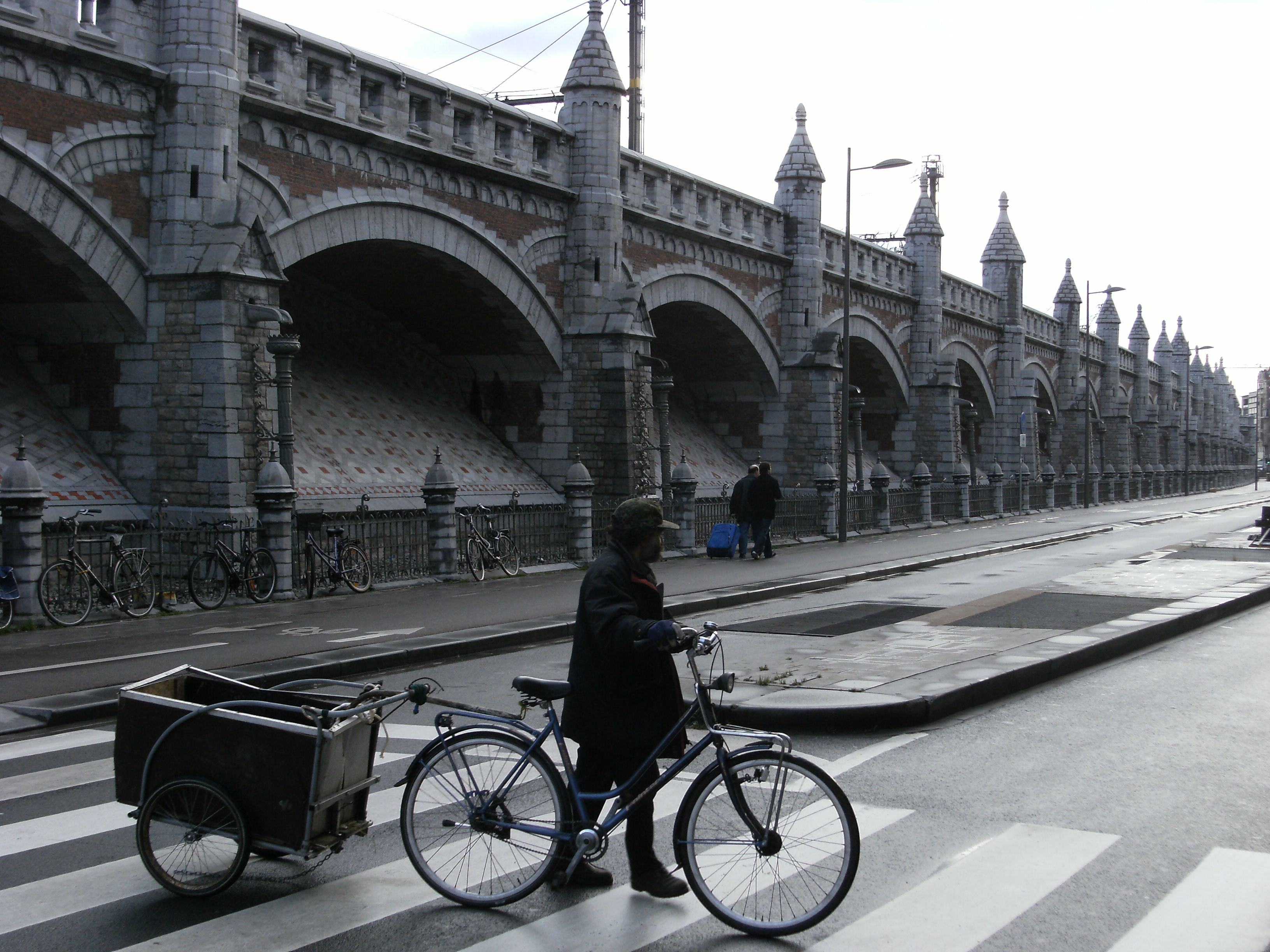
тележка, как велоприцеп

Велоприцеп — дополнительное приспособление для велосипеда, которое предназначено для расширения его возможностей как транспортного средства.
Велоприцепы по назначению можно разделить на 3 типа:
1. для туристов и путешественников;
2. для перевозки грузов;
3. для детей — как альтернатива велокреслу или детскому велосипеду.

Велоприцепы для туристов и путешественников чаще всего бывают одноколёсными. Такая конструкция даёт возможность велосипедисту ехать по труднопроходимым местам, например — по лесным дорожкам или по гористой местности. Первая моноколёсная модель — Як/Yak/ была создана фирмой BOB, США, в начале девяностых годов. На сегодняшний день большее распространение получили складные моноколёсные туристические велоприцепы с алюминиевой рамой типа Monoporter немецкой фирмы Weber.
Велосипедные прицепы для перевозки грузов обычно представляют собой прицепы на 2-х колёсах планшетного типа, либо с высокими бортиками. Такие велосипедные прицепы позволяют перевозить грузы массой до 45—50 кг. (Но, как показывает практика, могут выдержать и 70 кг.)
Велоприцепы-трейлеры для перевозки детей представляют собой трейлер на колёсах, рассчитанный на 1—2 детей. Они в обязательном порядке оборудованы сиденьями и ремнями безопасности. В некоторых моделях также предусмотрены амортизаторы и место для мелких грузов.
Дорогие модели детских велоприцепов перед запуском в производство в обязательном порядке проходят крэш-тесты, которые по жёсткости не уступают автомобильным крэш-тестам.
Детские велоприцепы известных марок (например, «Burley», «Chariot», «Nordic Cab», «Schwinn») с помощью дополнительных приспособлений могут использоваться как прогулочные детские коляски, спортивные детские коляски, или даже как закрытые детские зимние санки.

### Активные велоприцепы
В настоящее время наряду с появлением электровелосипедов стали появляться активные прицепы для велосипедов, так же работающие за счет мотор-колёс .